# Alekséievka (Bilohirsk)
Alekséievka — Алексєєвка (ucraïnès) o Алексеевка (rus) — és un poble de la República Autònoma de Crimea, a Ucraïna, que el 2014 tenia 264 habitants. Pertany al districte de Bilohirsk.